# Chatnal, Aurad
Chatnal là một làng thuộc tehsil Aurad, huyện Bidar, bang Karnataka, Ấn Độ.